# Elin Lindqvist
Elin Karolina Sachiko Lindqvist, född 1982 i Tokyo, är en svensk författare. 
Lindqvist, som är uppväxt i Paris och Madrid, är dotter till Herman Lindqvist och Birgitta Lindqvist. 